# Héctor Aldana
Héctor Aldana (Mexicali, Baja California; 17 de agosto de 1988), conocido como el Charro Aldana, es un artista marcial mixto mexicano. Aldana compitió en la división de peso wélter del Ultimate Fighting Championship (UFC).

## Carrera de artes marciales mixtas
Aldana acumuló un récord profesional de 4-0 al pelear únicamente dentro del circuito regional de MMA de Mexicali antes de firmar para la UFC en junio de 2018.

### The Ultimate Fighter
Fue seleccionada como uno de los miembros del elenco de The Ultimate Fighter: Latin America 2, bajo el equipo de Efraín Escudero en abril de 2015.
En la ronda eliminatoria, Aldana ganó la pelea contra Álvaro Herrera por decisión unánime.
En las semifinales, Aldana perdió la pelea ante Enrique Marín por sumisión con un estrangulamiento trasero desnudo en el primer asalto.

### Ultimate Fighting Championship
Aldana hizo su debut en UFC contra Kenan Song el 23 de junio de 2018 en UFC Fight Night: Cowboy vs. Edwards.  Perdió la pelea por nocaut técnico en el segundo asalto.
Aldana luego se enfrentó a Laureano Staropoli el 17 de noviembre de 2018 en UFC Fight Night: Magny vs. Ponzinibbio. Perdió la pelea por decisión unánime. Esta pelea le valió el premio de bonificación Fight of the Night.
Aldana luego se enfrentó a Miguel Baeza el 12 de octubre de 2019 en UFC Fight Night: Joanna vs. Waterson. Perdió la pelea por nocaut técnico en el primer asalto.
En febrero de 2020, Aldana fue liberado de su contrato con la UFC 2020.

## Campeonatos y logros
- Ultimate Fighting Championship
  - Pelea de la Noche (una vez) vs. Laureano Staropoli

## Récord en artes marciales mixtas
| Récord profesional | Récord profesional | Récord profesional |
| 7 peleas           | 4 victorias        | 3 derrotas         |
| ------------------ | ------------------ | ------------------ |
| Nocaut             | 2                  | 2                  |
| Sumisión           | 1                  | 1                  |
| Decisión           | 1                  | 0                  |

| Resultado | Récord | Oponente             | Método                      | Evento                                 | Fecha                   | Ronda | Tiempo | Localización               | Notas              |
| --------- | ------ | -------------------- | --------------------------- | -------------------------------------- | ----------------------- | ----- | ------ | -------------------------- | ------------------ |
| Derrota   | 4–3    | Miguel Baeza         | TKO (patadas)               | UFC Fight Night: Joanna vs. Waterson   | 12 de octubre de 2019   | 2     | 2:32   | Tampa, Florida             |                    |
| Derrota   | 4–2    | Laureano Staropoli   | Decisión (unánime)          | UFC Fight Night: Magny vs. Ponzinibbio | 17 de noviembre de 2018 | 3     | 5:00   | Buenos Aires               | Fight of the Night |
| Derrota   | 4–1    | Song Kenan           | TKO (golpes)                | UFC Fight Night: Cowboy vs. Edwards    | 23 de junio de 2018     | 2     | 4:42   | Kallang                    |                    |
| Victoria  | 4–0    | Ivest Samayoa        | TKO (golpes)                | Fights Factory – Sabori vs. Enriquez   | 16 de noviembre de 2013 | 1     | 1:30   | Mexicali, Baja California  |                    |
| Victoria  | 3–0    | Ivan Castillo        | TKO (golpes)                | CG – Cage Gladiator 8                  | 16 de marzo de 2013     | 3     | 3:49   | Mexicali, Baja California  |                    |
| Victoria  | 2–0    | Cesar Carrasco       | TKO (golpes)                | LAW 5 - Payback                        | 18 de agosto de 2012    | 1     | 5:00   | Mexicali], Baja California |                    |
| Victoria  | 1–0    | Jorge Arturo Salazar | Sumisión (rear-naked choke) | LAW 1 - Heatwave                       | 16 de julio de 2011     | 1     | 1:37   | Mexicali, Baja California  |                    |